# Lanthandiiodid
Lanthandiiodid ist eine anorganische chemische Verbindung des Lanthans aus der Gruppe der Iodide. Da sie dreiwertiges Lanthan und freie Elektronen enthält, kann sie auch als La3+[(I−)2e−] formuliert werden.

## Gewinnung und Darstellung
Lanthandiiodid entsteht durch Reduktion von Lanthaniodid mit Lanthan im Vakuum bei 800 bis 900 °C.
{\displaystyle \mathrm {La+2\ LaI_{3}\longrightarrow 3\ LaI_{2}} }
Auch die Darstellung durch Reaktion von Lanthan mit Quecksilber(II)-iodid ist möglich.
{\displaystyle \mathrm {La+HgI_{2}\longrightarrow LaI_{2}+Hg} }
Die Verbindung wurde 1961 durch John D. Corbett erstmals synthetisiert.

## Eigenschaften
Lanthandiiodid ist ein undurchsichtig dunkler, in kompakter Form stark glänzender Feststoff von metallähnlichem Aussehen und Charakter. Er ist äußerst hygroskopisch und kann nur unter sorgfältig getrocknetem Schutzgas oder im Hochvakuum aufbewahrt und gehandhabt werden. An Luft geht er unter Feuchtigkeitsaufnahme in Hydrate über, die aber instabil sind und sich mehr oder weniger rasch unter Wasserstoff-Entwicklung in Oxidiodide verwandeln. Mit Wasser spielen sich diese Vorgänge noch sehr viel schneller ab. Er kristallisiert im MoSi2-Strukturtyp mit der Raumgruppe I4/mmm (Raumgruppen-Nr. 139) und enthält dreiwertiges Lanthan. Jedes La3+ ist in dieser Struktur von acht I− in einer etwas gestauchten würfelförmigen Formation umgeben.